# POPLAR (Loja)
POPLAR.CO.,LTD. (株式会社ポプラ, Kabushiki-gaisha POPLAR) é uma loja de conveniência, sendo a sua rede de franchise no Japão.

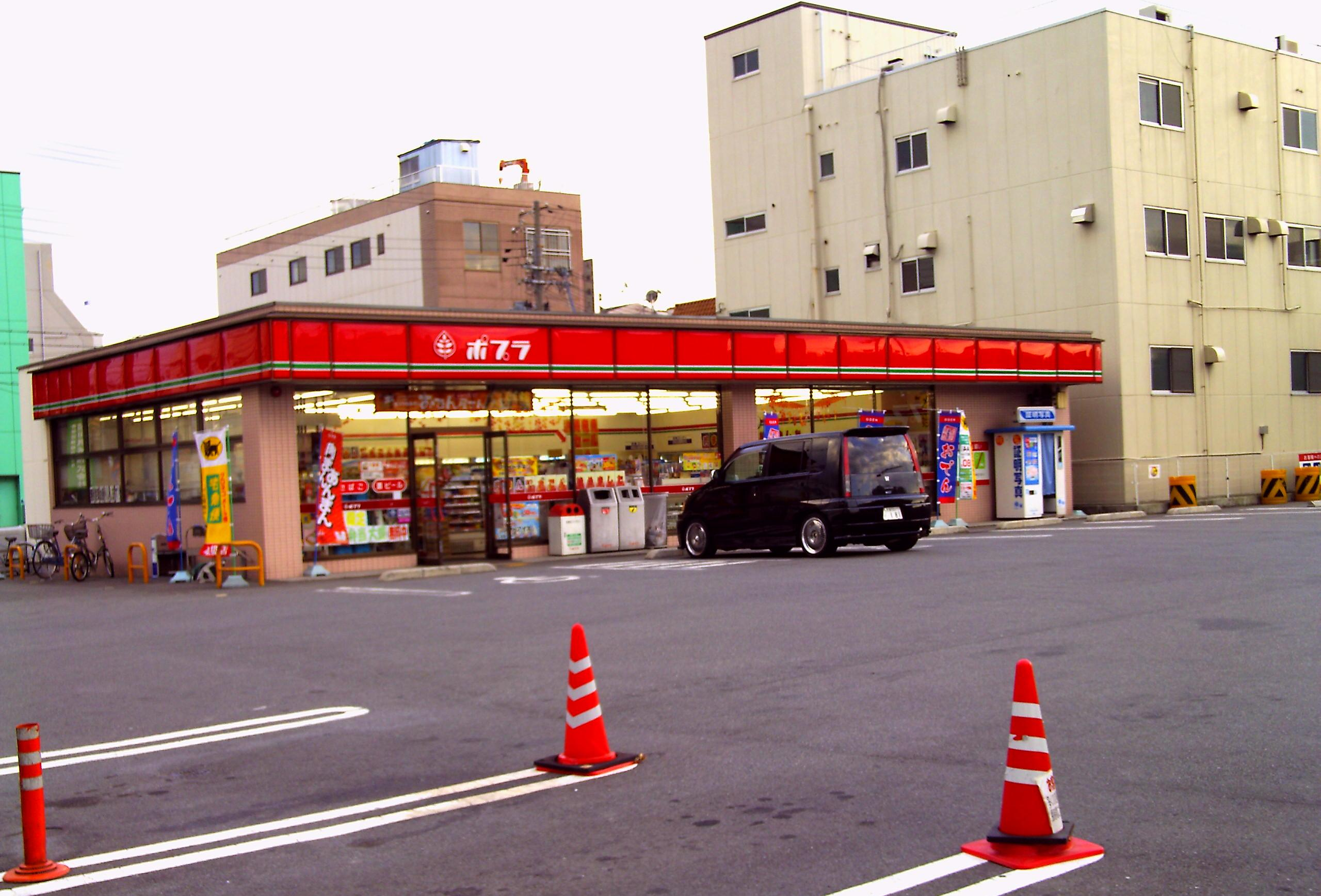

Existem 818 lojas nas regiões de Chugoku, Kanto, Kansai, Kyushu e Shikoku.
Suas lojas estão no 9º ranking de crescimento na industria.

## Histórico
- 1976 POPLAR iniciou no mercado como vendedora de liquor em Naka-ku, Hiroshima.
- 1983 A primeira loja foi aberta em Minami-ku, Hiroshima.
- 1994 Estabeleceu-se na venda de medicamentos.
- 1996 Estabeleceu-se na venda de comidas.
- 1999 Entrou no mercado de ações japonês JASDAQ.